# Zhuang (Chu-König)
Zhuang, König von Chu (chinesisch 楚莊王 / 楚庄王, Pinyin Chǔ Zhuāngwáng; † 591 v. Chr.) war von 613 v. Chr. bis zu seinem Tod König von Chu in China und einer der Fünf Hegemonen in der Zeit der Frühlings- und Herbstannalen.
Als er den Thron von Chu bestieg, befand sich sein Reich in Unordnung. In den ersten Jahren verschwendete er seine Zeit mit der Jagd und auf Festen. Vielen der Höflinge missfiel dieses Verhalten, aber niemand wagte es, ihn darauf anzusprechen. Erst nach drei Jahren verglich ihn ein Minister mit einem Vogel, der drei Jahre lang nicht gesungen hat und nicht geflogen ist. Der König antwortete darauf, wenn der Vogel wieder singen und fliegen würde, würde die Welt über ihn staunen. Dieser Ausspruch (Yī Mǐng Jīng Rén, 一嗚驚人 – etwa: Mit einem Ruf überraschen) wurde zu einem chinesischen Sprichwort.
Nach anderen Quellen brachte ihn seine Frau Fan Ji dazu, sich mehr um seine Regierungsgeschäfte zu kümmern.
Er machte Sunshu Ao zum Kanzler und veranlasste Reformen. Die landwirtschaftlichen Erträge von Chu vergrößerten sich unter seiner Herrschaft, da Sunshu Ao Dämme und Stauseen im Norden der heutigen Provinz Anhui anlegen ließ. Außerdem annektierte er den Staat Yong und stärkte Chu dadurch weiter.
Nach einigen brillanten Siegen seiner Armee versuchte er, den Platz des Königs von Zhou einzunehmen. Er fragte einen Boten von Zhou nach dem Gewicht der Neun Ding von Zhou, die Herrschaftssymbole waren, aber wurde von ihm abgewiesen.
In der Schlacht von Bi besiegte seine Armee den Staat Jin, einen weiteren mächtigen Staat dieser Zeit. Später erlangte er die Herrschaft über mehrere weitere Staaten.
Zhuang galt als ein gerechter Herrscher von hoher Moral. So soll er beispielsweise die Belagerung einer Stadt abgebrochen haben, als er von einer Hungersnot unter den Bewohnern hörte.